# 상호정
상호정(相好亭)은 전라남도 순천시 주암면 죽림리에 있는 정자이다. 1984년 2월 29일 전라남도의 문화재자료 제49호로 지정되었다.

## 개요
조선 성종 때(재위 1469∼1494) 조지산·지곤·지륜·지강 4형제가 우애를 두터이하며 동락하던 정자이다.
정조 8년(1784)에 고쳐 지은 이래 헌종 2년(1836)과 조선 후기에도 고쳤다.
상호정은 앞면 4칸·옆면 2칸 규모에 ㄱ자형으로 이루어져 있으며, 지붕은 옆면에서 볼 때 여덟 팔(八)자 모양인 팔작지붕이다.

## 참고 문헌
- 상호정 - 국가유산청 국가유산포털